# Dashiju (köpinghuvudort i Kina, Zhejiang Sheng, lat 29,44, long 121,03)
Dashiju (kinesiska: 大市聚, 大市聚镇) är en köpinghuvudort i Kina. Den ligger i provinsen Zhejiang, i den östra delen av landet, omkring 120 kilometer sydost om provinshuvudstaden Hangzhou. Antalet invånare är 23 730. Befolkningen består av 11 503 kvinnor och 12 227 män. Barn under 15 år utgör 12,0 %, vuxna 15-64 år 75 %, och äldre över 65 år 12,0 %.
Runt Dashiju är det tätbefolkat, med 266 invånare per kvadratkilometer. Närmaste större samhälle är Xinchang Chengguanzhen, 14,6 km nordväst om Dashiju. I omgivningarna runt Dashiju växer i huvudsak blandskog.
Genomsnittlig årsnederbörd är 2 140 millimeter. Den regnigaste månaden är augusti, med i genomsnitt 364 mm nederbörd, och den torraste är januari, med 70 mm nederbörd.